# Masacre del perejil
Se conoce como masacre del perejil a una serie de asesinatos en masa ordenados por el dictador dominicano Rafael Leónidas Trujillo en octubre de 1937, cuando Trujillo ordenó a sus tropas la erradicación masiva de la población de origen haitiano que residía en el territorio dominicano, particularmente en las fincas agrícolas situadas a lo largo de la frontera entre Haití y República Dominicana.
El presidente haitiano, Élie Lescot, calculó la cifra de muertos en 12 168; en 1953, el historiador haitiano Jean Price-Mars citó 12 136 muertes y 2419 lesiones. En 1975, Joaquín Balaguer, que era ministro de Relaciones Exteriores interino en el momento de la masacre y luego fue elegido presidente, puso el número de muertos en 17 000. Otras estimaciones compiladas por el historiador dominicano Bernardo Vega se elevaron a 35 000.
El nombre de la masacre se atribuye a que, para identificar a los civiles haitianos entre la población dominicana negra y mulata de la zona, policías y soldados dominicanos exigían a sus potenciales víctimas pronunciar en español el nombre de la planta del perejil. En tanto la lengua créole hablada por los haitianos no consideraba la pronunciación suave de la letra "R" (en criollo haitiano la palabra "perejil" se traduce como "pèsil" y en francés como "persil"), la policía dominicana tenía un método aparentemente fácil para diferenciar a los civiles que hallase, esto les permitía detectar prontamente a los civiles haitianos con el propósito de asesinarlos.

## Origen
La escasez de tierras fértiles y disponibles en Haití causó que desde finales del siglo XIX gran número de peones haitianos y sus familias emigrasen hacia la República Dominicana, donde era requerida su mano de obra en régimen de casi servidumbre al ser mucho más barata que la de los jornaleros dominicanos. El asentamiento de numerosos haitianos en territorio dominicano empezó a causar preocupación en las élites dominicanas, no solo porque generaban una ambigua y poco definida zona fronteriza, sino por temor a que los inmigrantes recién llegados alcanzaran poder económico en dichas regiones distantes de Santo Domingo.
Durante inicios de la década de 1930, el dictador Trujillo impulsó el antihaitianismo dentro de República Dominicana como un elemento más del nacionalismo local, recelando además que la elevada cantidad de peones agrícolas haitianos disponibles como mano de obra barata significase la pérdida de empleos para los campesinos dominicanos, y la consiguiente impopularidad del gobierno.
El miedo a las invasiones por parte de exiliados dominicanos desde Haití estimuló también en Trujillo el ansia de contar con una frontera internacional segura y claramente definida. Además el recelo de las masas dominicanas hacia Haití fue mantenido por el régimen de Trujillo invocando el recuerdo de la invasión haitiana de 1822, con la finalidad de hacer popular todo acto del gobierno de Santo Domingo, pero en este caso en perjuicio de los inmigrantes haitianos.

## La matanza de haitianos
El 2 de octubre de 1937 Trujillo acudió a un baile en su honor en la provincia de Dajabón y allí emitió unas frases fuertemente anti-haitianas, acusando a los inmigrantes haitianos de robar ganado y cosechas, además de depredar los medios de vida de los dominicanos, para anunciar luego que «remediaría el problema».
Sin embargo, las acciones letales contra haitianos por tropas bajo la dirección de Trujillo empezaron antes de dicho discurso, el 28 de septiembre, y terminaron el 8 de octubre de 1937. La estimación más ampliamente aceptada de la cifra de muertos está en el rango de 12 000 a 15 000, pero el número exacto es imposible de calcular por muchas razones. Entre ellos está el hecho de que, aunque el Ejército dominicano asesinó a muchas de las víctimas a la vista del público, numerosos haitianos fueron asesinados por fuerzas dominicanas en áreas aisladas donde no se contó la cantidad de víctimas ni quedaron testigos. Otra razón por la que se desconoce el número de muertos es que un número incalculable pero muy grande de los cadáveres terminó en el mar, donde los tiburones consumieron sus restos.
Para realizar los asesinatos, las tropas dominicanas utilizaron armas de fuego Krag–Jørgensen suministradas años antes desde Estados Unidos, lo cual permitió después a observadores estadounidenses determinar la real autoría de las muertes, al comparar el tipo de balas usadas en las muertes con las existentes en arsenales dominicanos. En otros casos, se utilizaron machetes, carabinas, o cualquier tipo de arma contra los civiles haitianos -de toda edad o condición- que pudieron ser hallados a lo largo de la zona fronteriza.

## Consecuencias
Las noticias de la matanza fueron ocultadas por Trujillo ante el pueblo dominicano, aunque sí hizo mención de haber «solucionado el [llamado] problema haitiano». El propio gobierno de Haití dirigido por el presidente Sténio Vincent se abstuvo de protestar, puesto que Vincent deseaba las mejores relaciones posibles con la dictadura de Trujillo, y además las masacres afectaron a un conjunto de emigrantes rurales muy pobre y sin poder político en Haití, por lo cual la élite política haitiana no mostró indignación alguna por lo sucedido.
Aun así, el presidente Vincent requirió en diciembre de 1937 una investigación internacional contra la República Dominicana al no poder ocultarse más las noticias de las matanzas, tal reclamo fue contestado por el régimen de Trujillo ofreciendo una indemnización monetaria a los sobrevivientes para evitar toda investigación. El presidente haitiano aceptó la oferta, apoyado por el presidente estadounidense Franklin D. Roosevelt, que deseaba evitar pleitos fronterizos entre dos países del Mar Caribe. Haití y Estados Unidos reclamaron el pago de 750 000 dólares estadounidenses como indemnización en favor de los haitianos sobrevivientes que habían huido de vuelta a su país, pero el gobierno de Trujillo logró reducir la indemnización a 525 000 dólares estadounidenses, resultando cerca de 30 dólares por persona, lo cual fue aceptado por todas las partes en enero de 1938. No obstante, apenas dos centavos de dólar fueron pagados en promedio a cada sobreviviente, en tanto la mayor parte de la indemnización fue robada por la propia burocracia haitiana.